# كبرئيل أسعد
كبرئيل أسعد (بالسويدية: Gabriel Asaad) ((ب[ܓܒܪܐܝܠ ܐܣܥܕ] خطأ: {{اللغة-؟؟}}: نص الرومنة ليس بالخط اللاتيني (الموضع 1: گ) (مساعدة))) (18 آذار 1907 - 6 تموز 1997) هو موسيقار وكاتب سرياني، اشتهر كأحد أهم الموسيقيين السريان/الآشوريين في القرن العشرين حيث ألف العديد من الكتب الموسيقية والتاريخية بالإضافة لتلحينه أغاني وأعمال موسيقية.

## حياته
ولد كبرئيل أسعد في مدينة مديات في 18 آذار 1907 وأثناء مجازر سيفو فرت عائلته إلى مدينة أضنة ثم نزحت عائلته إلى طرابلس، لبنان ومن ثم إلى حمص قبل أن تستقر في دمشق حيث بدأ يتلقى دروسا في الموسيقى سنة 1923 وكانت الموسيقى الكنسية السريانية إلهاما له.
انتقل كبرئيل إلى بيروت سنة 1926 حيث عمل عازفا في أحد المطاعم بها وألف فيها أولى مؤلفاته الموسيقية «أيها الآشوريين سفينتنا تغرق» (ܐܬܘܪܝܐ ܗܐ ܡܛܬ ܐܠܦܢ ܠܡܛܒܥ أوثُرويي هو مطُث إلفَن لمَطبِع) ومن ثم تلتها «وطني الحبيب» (ܡܬܐ ܪܚܝܡܬܐ موثو رحيمتو) و-«هلموا نتجمع» (ܬܘ ܢܬܟܢܫ تَو نِثكَنَش) سنة 1928 و«أشرقت الشمس» (هو دونحو شَمشو ܗܐ ܕܢܚܐ ܫܡܫܐ) سنة 1933 وأخيرا «وطني بيث نهرين» (ܡܬܝ ܒܝܬ ܢܗܪܝܢ موث بيث نهرين).
شد كبرئيل أسعد الرحال إلى فلسطين خلال الثلاثينات حيث لحن للعديد من المغنين هناك مثل أمين حسنين وزكي مراد والد ليلى مراد وماري جبران وغيرهم. كما سجل في تلك الفترة أولى اسطواناته. عاد بعدها إلى سوريا وبالتحديد حلب وأصبح يعطي دروسا موسيقية في المدرسة السريانية بها ونشر فيها أول كتاب له «من موسيقانا الحديثة» (ܡܢ ܡܘܣܝܩܝ ܕܝܠܢ ܚܕܬܐ مِن مَوسيقَي ديلَن حداثو). ثم انتقل إلى القامشلي سنة 1957 وأسس مدرسة موسيقية رادها العديد من الموسيقيين والملحنين أمثال القسيس جورج شاشان وجوزيف ملكي ومحمد عزيز وموشي مخلوف. كما سجل في تلك الفترة أسطوانة من كلمات المطران يوحنا دولباني.
هاجر كبرئيل أسعد إلى السويد سنة 1979, وعمل هناك على تأليف كتاب بعنوان «الموسيقى السوريّة عبر التاريخ» وفيه كتب عن أصل المقامات التي بحسب نظريته نشأت في بلاد ما بين النهرين قديما وليس في بلاد فارس كما هو شائع.

## وفاته
توفي كبرئيل في 6 تموز 1997 في السويد عن عمر يناهز 90 عاما.

## إرثه
يعتبر كبرئيل أسعد آخر القوميين الآشوريين/السريان المهمين أمثال فريدون آتورايا ونعوم فايق. كما ساهم في تطوير الموسيقى السريانية الكنسية وذلك بإدخال عناصر غربية عليها. ونتيجة لكتاباته وأبحاثه في مجال موسيقى بلاد ما بين النهرين وخاصة الأكديين منحه الزعيم العراقي عبد الكريم قاسم شهادة تقدير وامتياز سنة 1959، كما حاز على وسام استحقاق من قبل رئيس الجمهورية العربية المتحدة جمال عبد الناصر في العام التالي.

## مواقع خارجية
- كتاب الموسيقى السورية عبر التاريخ للملفان كبرئيل أسعد، موقع أولاف